# طريق القنطرة - رفح
طريق القنطرة - رفح أو الطريق الدولي الساحلي القنطرة - رفح أو طريق القنطرة - العريش - رفح طريق سريع وأحد الطرق الرئيسية في شبه جزيرة سيناء بجمهورية مصر العربية، يربط بين القنطرة شرق على الضفة الشرقية لقناة السويس، ومدينة رفح على الحدود المصرية مع قطاع غزة بطول حوالي 198 كم، ويديره جهاز تنظيم النقل البري الداخلي والدولي، تبلغ سعة الطريق في الاتجاه الواحد ثلاثة حارات مرورية في المسافة من مدينة القنطرة شرق وحتى مدينة العريش، وحارتان مروريتان في المسافة من مدينة العريش وحتى مدينة رفح، والسرعة القانونية 90 كم/ساعة للسيارات.
يبدأ الطريق غربًا من مدخل مدينة القنطرة شرق داخل نطاق محافظة الإسماعيلية، ويمتد شرقاً حتى معبر رفح بمدينة رفح داخل نطاق محافظة شمال سيناء، ويمر الطريق على عدة مدن رئيسية هي سلام مصر، بئر العبد، العريش، والشيخ زويد، كما يتقاطع مع عدة طرق رئيسية هي طريق بئر العبد - الجفجافة، وطريق العريش - نخل، يضم الطريق العديد من القرى السكنية والسياحية وكذلك يمر على بحيرة البردويل، ومسجد الروضة الذي وقع به أكثر الحوادث الإرهابية دموية في تاريخ مصر.